# Franz Ruf (Polizist)
Franz Ruf (* 16. Dezember 1968 in Tamsweg) ist ein österreichischer Polizist und war von September 2012 an Landespolizeidirektor für das Land Salzburg. Seit dem 1. Juli 2020 ist er Generaldirektor für öffentliche Sicherheit.

## Werdegang
Ruf absolvierte von 1984 bis 1987 eine Tischlerlehre und war danach bis 1989 Zeitsoldat beim Bundesheer. Ruf begann 1989 seinen Dienst als Gendarmeriebeamter am Posten Hallein, zuerst als eingeteilter Beamter. Ab 1993 studierte er neben seiner beruflichen Tätigkeit Jus und wurde im Juli 1996 zum dienstführenden Beamten am Posten Hallein ernannt. Im Juli 2000 schloss er sein Studium als Mag. iur., im Oktober 2001 promovierte er zum Dr. iur. Im April 2001 wechselte er als Leiter der Gruppe Verkehr und Polizei an die Bezirkshauptmannschaft St. Johann im Pongau, anschließend wurde er per 1. Juli 2005 Landespolizeikommandant-Stellvertreter für Salzburg. Ab Februar 2008 leitet er interimistisch die Sicherheitsdirektion Salzburg und übernahm deren Leitung am 1. Juni 2009 auch regulär. Im Rahmen der Sicherheitsbehörden-Neustrukturierung 2012 wurde er nach Zustimmung von Landeshauptfrau Gabi Burgstaller per 1. September 2012 zum Landespolizeidirektor für Salzburg ernannt.
Ruf absolvierte mehrere Fortbildungen sowie ein Studium zum Master (M. A.) „Strategisches Sicherheitsmanagement“ an der FH Wiener Neustadt.
Innenminister Karl Nehammer bestellte ihn im Februar 2020 zum Projektleiter der Reform des Bundesamts für Verfassungsschutz und Terrorismusbekämpfung (BVT). Am 18. Juni 2020 wurde Ruf als designierter Generaldirektor für öffentliche Sicherheit präsentiert.

## Auszeichnungen
- 2023: Ehrenzeichen des Landes Salzburg[8]